# Antennarius biocellatus
Antennarius biocellatus é uma espécie de peixes de águas salobras e marinhas pouco profundas pertencente à família Antennariidae da ordem Lophiiformes.